# Claude Martin (aviron)
Pour les articles homonymes, voir Martin et Claude Martin.
Claude Auguste Martin est un rameur et un homme politique français, né le 6 février 1930 dans le 17e arrondissement de Paris et mort le 5 décembre 2017 à Chambellay. Il a été membre de la Société nautique de la Marne à Joinville-le-Pont et député de Paris, durant deux mandats.

## Biographie
Claude Martin participe à l'épreuve de quatre avec barreur aux Jeux olympiques d'été de 1952 à Helsinki, et est éliminé en demi-finales.
Il est champion d'Europe en deux avec barreur aux  Championnats d'Europe d'aviron 1953 , médaillé d'argent aux Championnats d'Europe d'aviron 1954 et médaillé de bronze aux Championnats d'Europe d'aviron 1955.
Il dispute l'épreuve de quatre avec barreur aux côtés de Robert Dumontois, Jacques Morel, Guy Nosbaum et Jean Klein aux Jeux olympiques d'été de 1960 à Rome. Les cinq Français sont sacrés vice-champions olympiques.
Il se lance ensuite dans la politique. Claude Martin a été député UDR de Paris de 1968 à 1973, conseiller régional et à nouveau député RPR de Paris de 1978 à 1981. Il a également été conseiller de Paris et premier adjoint au maire du 11e arrondissement (1983-1995). Il a été, à compter de 1986, président de la Sempap, organisme chargé de gérer les appels d'offres et de mettre en concurrence les entreprises. Cette société, dissoute en 1996, est au centre d'une enquête pour favoritisme et détournement de fonds publics, pour laquelle Jacques Chirac a été entendu comme témoin en 2008.